# Olympische Winterspiele 1976/Teilnehmer (Vereinigte Staaten)
| Gelbes Symbol für Goldmedaillen mit stilisierten Olympischen Ringen | Graues Symbol für Silbermedaillen mit stilisierten Olympischen Ringen | Braundes Symbol für Bronzemedaillen mit stilisierten Olympischen Ringen |
| ------------------------------------------------------------------- | --------------------------------------------------------------------- | ----------------------------------------------------------------------- |
| 3                                                                   | 3                                                                     | 4                                                                       |

Die Vereinigten Staaten nahm an den Olympischen Winterspielen 1976 im österreichischen Innsbruck mit einer Delegation von 106 Athleten, 76 Männer und 30 Frauen, teil.
Seit 1924 war es die zwölfte Teilnahme der USA bei Olympischen Winterspielen.

## Flaggenträger
Die alpine Skirennläuferin Cindy Nelson trug die Flagge der Vereinigten Staaten während der Eröffnungsfeier.

## Medaillen
Mit drei gewonnenen Gold-, drei Silber- und vier Bronzemedaillen belegte das US-amerikanische Team Platz drei im Medaillenspiegel.

### Gold
- Eiskunstlauf
  - Dorothy Hamill, Frauen, Einzel
- Eisschnelllauf
  - Sheila Young: Frauen, 500 m
  - Peter Mueller: Männer, 1000 m

### Silber
- Eisschnelllauf
  - Leah Poulos: Frauen, 1000 m
  - Sheila Young: Frauen, 1500 m
- Ski Nordisch
  - Bill Koch: Männer, 30 km

### Bronze
- Eiskunstlauf
  - James Millns und Colleen O’Connor: Eistanz
- Eisschnelllauf
  - Sheila Young: Frauen, 1000 m
  - Dan Immerfall: Männer, 500 m
- Ski Alpin
  - Cindy Nelson: Frauen, Abfahrt

## Teilnehmer nach Sportarten

### Ski Alpin
Frauen
- Cindy Nelson
Abfahrt:  – 1:47,50 min
Riesenslalom: 21. Platz – 1:32,02 min
Slalom: 13. Platz – 1:37,33 min
- Lindy Cochran
Riesenslalom: 12. Platz – 1:31,33 min
Slalom: 6. Platz – 1:33,24 min
- Abigail Fisher
Slalom: DNF
- Susan Patterson
Abfahrt: 14. Platz – 1:49,37 min
- Mary Seaton
Riesenslalom: 17. Platz – 1:31,58 min
Slalom: 10. Platz – 1:35,87 min
- Leslie Smith
Abfahrt: 26. Platz – 1:52,98 min
Riesenslalom: 28. Platz – 1:34,54 min

Männer
- Cary Adgate
Riesenslalom: 21. Platz – 3:36,41 min
Slalom: 13. Platz – 2:09,53 min
- Karl Anderson
Abfahrt: 24. Platz – 1:49,08 min
- Geoff Bruce
Slalom: DNF
- Greg Jones
Abfahrt: 11. Platz – 1:47,84 min
Riesenslalom: 9. Platz – 3:31,77 min
Slalom: 19. Platz – 2:12,71 min
- Phil Mahre
Riesenslalom: 5. Platz – 3:28,20 min
Slalom: 18. Platz – 2:11,77 min
- Steve Mahre
Riesenslalom: 13. Platz – 3:33,76 min
- Andy Mill
Abfahrt: 6. Platz – 1:47,06 min
- Pete Patterson
Abfahrt: 13. Platz – 1:47,94 min

### Biathlon
Männer
- Peter Dascoulias
20 km: DNF
4 × 7,5 km Staffel: 11. Platz – 2:10:17,72 h; 4 Fehler
- Dennis Donahue
4 × 7,5 km Staffel: 11. Platz – 2:10:17,72 h; 4 Fehler
- Martin Hagen
20 km: 47. Platz – 1:28:49,20 h; 8 Fehler
- John Morton
4 × 7,5 km Staffel: 11. Platz – 2:10:17,72 h; 4 Fehler
- Lyle Nelson
20 km: 35. Platz – 1:25:27,50 h; 10 Fehler
4 × 7,5 km Staffel: 11. Platz – 2:10:17,72 h; 4 Fehler

### Bob
Zweierbob
- Thomas Becker/Jimmy Morgan (USA I)
14. Platz – 3:50,75 min
- John Proctor/Brent Rushlaw (USA II)
19. Platz – 3:52,02 min

Viererbob
- Thomas Becker/Peter Brennan/Jimmy Morgan/John Proctor (USA I)
15. Platz – 3:46,72 min
- Phil Duprey/Earl Frisbie/Frederick Fritsch/William Hollrock (USA II)
19. Platz – 3:49,71 min

### Eishockey
Männer5. Platz
| - Steve Alley - Dan Bolduc - Blane Comstock - Bob Dobek - Robbie Harris - Jeffrey Hymanson - Paul Jensen - Steve Jensen - Dick Lamby | - Bob Lundeen - Robert Miller - Douglas Ross - Gary Ross - Buzz Schneider - Stephen Sertich - John Taft - Theodore Thorndike - James Warden |

### Eiskunstlauf
Frauen
- Dorothy Hamill
- Wendy Burge
6. Platz
- Linda Fratianne
8. Platz

Männer
- Terry Kubicka
7. Platz
- David Santee
6. Platz

Paare
- Tai Babilonia/Randy Gardner
5. Platz
- Alice Cook/William Fauver
12. Platz

Eistanz
- Colleen O’Connor/James Millns
- Judi Genovesi/Kent Weigle
15. Platz
- Susie Kelley/Andrew Stroukoff
17. Platz

### Eisschnelllauf
Frauen
- Sheila Young
500 m:  – 42,76 s
1000 m:  – 1:29,14 min
1500 m:  – 2:17,06 min
- Leah Poulos-Mueller
500 m: 4. Platz – 43,21 s
1000 m:  – 1:28,57 min
1500 m: 6. Platz – 2:19,11 min
- Peggy Crowe
1000 m: disqualifiziert
- Beth Heiden
3000 m: 11. Platz – 4:51,67 min
- Lori Monk
500 m: 9. Platz – 44,00 s
- Cindy Seikkula
1500 m: 17. Platz – 2:24,06 min
3000 m: 17. Platz – 4:57,57 min
- Nancy Swider-Peltz
3000 m: 7. Platz – 4:48,46 min

Männer
- Peter Mueller
500 m: 5. Platz – 39,57 s
1000 m:  – 1:19,32 min
- Dan Immerfall
500 m:  – 39,54 s
1000 m: 12. Platz – 1:21,74 min
- Dan Carroll
1000 m: 28. Platz – 1:27,37 min
1500 m: 5. Platz – 2:02,26 min
5000 m: 6. Platz – 7:36,46 min
10.000 m: 7. Platz – 15:19,29 min
- Jim Chapin
500 m: 10. Platz – 40,09 s
- Charles Gilmore
10.000 m: 19. Platz – 16:26,35 min
- Eric Heiden
1500 m: 7. Platz – 2:02,40 min
5000 m: 19. Platz – 7:59,00 min
- Mike Woods
1500 m: 23. Platz – 2:08,77 min
5000 m: 12. Platz – 7:48,08 min
10.000 m: 12. Platz – 15:53,42 min

### Rodeln
Frauen
- Maura Haponski
25. Platz – 3:04,571 min
- Karen Roberts
24. Platz – 3:04,083 min
- Kathleen Ann Roberts-Homstad
21. Platz – 3:01,351 min

Männer, Einsitzer
- Richard Cavanaugh
25. Platz – 3:41,357 min
- James Murray
26. Platz – 3:42,152 min
- Terry O’Brien
28. Platz – 3:42,536 min

Männer, Doppelsitzer
- Robert Berkley junior/Richard Cavanaugh
23. Platz – 1:32,009 min
- John Fee/Jim Moriarty
24. Platz – 1:32,040 min

### Ski Nordisch

#### Langlauf
Frauen
- Twila Hinkle
10 km: 42. Platz – 36:35,49 min
4 × 10 km Staffel: 9. Platz – 1:17:58,18 h
- Jana Hlavaty
5 km: 35. Platz – 18:21,21 min
10 km: 37. Platz – 34:48,88 min
4 × 10 km Staffel: 9. Platz – 1:17:58,18 h
- Margie Mahoney
10 km: 43. Platz – 37:07,18 min
- Terry Porter
5 km: 39. Platz – 19:36,93 min
4 × 10 km Staffel: 9. Platz – 1:17:58,18 h
- Martha Rockwell
5 km: 28. Platz – 17:33,07 min
10 km: 36. Platz – 34:21,34 min
4 × 10 km Staffel: 9. Platz – 1:17:58,18 h
- Lynn von der Heide-Spencer-Galanes
5 km: DNF

Männer
- Bill Koch
15 km: 6. Platz – 45:32,22 min
30 km:  – 1:30:57,84 h
50 km: 13. Platz – 2:44:34,69 h
4 × 10 km Staffel: 6. Platz – 2:11:41,35 h
- Bela Bodnar
30 km: 59. Platz – 1:43:10,73 h
- Tim Caldwell
15 km: 37. Platz – 47:33,59 min
30 km: 27. Platz – 1:35:57,97 h
50 km: DNF
4 × 10 km Staffel: 6. Platz – 2:11:41,35 h
- Stan Dunklee
50 km: 36. Platz – 2:51:26,28 h
- Chris Haines
30 km: 52. Platz – 1:40:58,43 h
50 km: DNF
- Doug Peterson
15 km: 54. Platz – 49:00,98 min
4 × 10 km Staffel: 6. Platz – 2:11:41,35 h
- Ronny Yeager
15 km: 52. Platz – 48:58,16 min
4 × 10 km Staffel: 6. Platz – 2:11:41,35 h

#### Skispringen
Männer
- Jim Denney
Normalschanze: 21. Platz – 218,9 Punkte
Großschanze: 18. Platz – 191,1 Punkte
- Terry Kern
Großschanze: 30. Platz – 176,2 Punkte
- Jim Maki
Großschanze: 36. Platz – 171,4 Punkte
- Jerry Martin
Normalschanze: 27. Platz – 212,6 Punkte
Großschanze: 32. Platz – 175,7 Punkte
- Kip Sundgaard
Normalschanze: 53. Platz – 177,6 Punkte
- Greg Windsperger
Normalschanze: 34. Platz – 208,0 Punkte

#### Nordische Kombination
Männer
- Mike Devecka
Einzel (Normalschanze/15 km): 28. Platz
- Jim Galanes
Einzel (Normalschanze/15 km): 17. Platz
- Walter Malmquist
Einzel (Normalschanze/15 km): 29. Platz